# Hannah Lochner
Hannah Lochner (Ontario, 3 aprile 1993) è un'attrice canadese.

## Biografia
Ha recitato in diverse serie televisive canadesi, tra cui La mia vita con Derek, e nel film L'alba dei morti viventi (2004).
Ha interpretato Brittany Hanson nella serie Wingin' It, trasmessa da Family Channel.

## Filmografia

### Cinema
- The Interrogation of Michael Crowe, regia di Don McBrearty (2002)
- Encrypt, regia di Oscar L. Costo (2003)
- Due vite spezzate (Behind the Red Door), regia di Matia Karrell (2003)
- L'alba dei morti viventi (Dawn of the Dead), regia di Zack Snyder (2004)
- Childe of Mine, regia di Jamie Payne (2005)
- Il cane pompiere (Firehouse Dog), regia di Todd Holland (2007)
- Jack and Jill vs. the World, regia di Vanessa Parise (2007)
- In God's Country, regia di John L'Ecuyer (2007)
- The Devil's Mercy, regia di Melanie Orr (2008)
- Harm's Way, regia di Melanie Orr (2008)

### Televisione
- Exhibit A: Secrets of Forensic Science – serie TV (1997)
- Traders – serie TV, episodi 4x8 (1998)
- Nikita (La Femme Nikita) – serie TV, episodi 3x5 (1999)
- Must Be Santa, regia di Brad Turner – film TV (1999)
- Real Kids, Real Adventures – serie TV, episodi 3x7 (1999)
- Disneyland – serie TV, episodi 3x11 (2000)
- Sanctuary, regia di Katt Shea – film TV (2001)
- Doc – serie TV, episodi 2x15 (2000)
- Torso: The Evelyn Dick Story, regia di Alex Chapple – film TV (2002)
- Ombre dal passato (All Around the Town), regia di Paolo Barzman – film TV (2002)
- Terminal Invasion, regia di Sean S. Cunningham – film TV (2002)
- Body & Soul – serie TV, episodi 1x4 (2002)
- The Interrogation of Michael Crowe, regia di Don McBrearty – film TV (2002)
- Salem Witch Trials, regia di Joseph Sargent – film TV (2002)
- The Pentagon Papers, regia di Rod Holcomb – film TV (2003)
- Encrypt, regia di Oscar L. Costo - film TV (2003)
- Una nuova vita per Zoe (Wild Card) – serie TV, episodi 1x1 (2003)
- The Elizabeth Smart Story, regia di Bobby Roth – film TV (2003)
- Child of Mine, regia di Jamie Payne – film TV (2005)
- G-Spot – serie TV, 13 episodi (2005-2006)
- In God's Country, regia di John L'Ecuyer – film TV (2007)
- The Gathering – miniserie TV, episodi 1x1-1x2 (2007)
- La mia vita con Derek (Life with Derek) – serie TV, episodi 3x2-3x5-3x26 (2007-2008)
- The Latest Buzz – serie TV, episodi 1x19-1x26-2x17 (2008-2009)
- Wingin' It – serie TV, 51 episodi (2010-2012)
- It's Len!, regia di Len Rosen – film TV (2017)